# Södermanlands runinskrifter 178
Runinskrift Sö 178 är en runsten som står vid infarten till Gripsholms slott i Mariefred, Strängnäs kommun i Södermanland. 
Stenen är daterad till 1000-talet efter Kristus. Texten lyder:
Hälgulv (?) och Öulv de läto resa båda

stenarna efter sin broder Kätilmund och

(gjorde) bro efter Soma, sin moder.

Men Brune (?), hennes broder, högg (runorna).
Stenen är placerad intill Gripsholmsstenen Sö 179, den främsta av de så kallade Ingvarsstenarna.

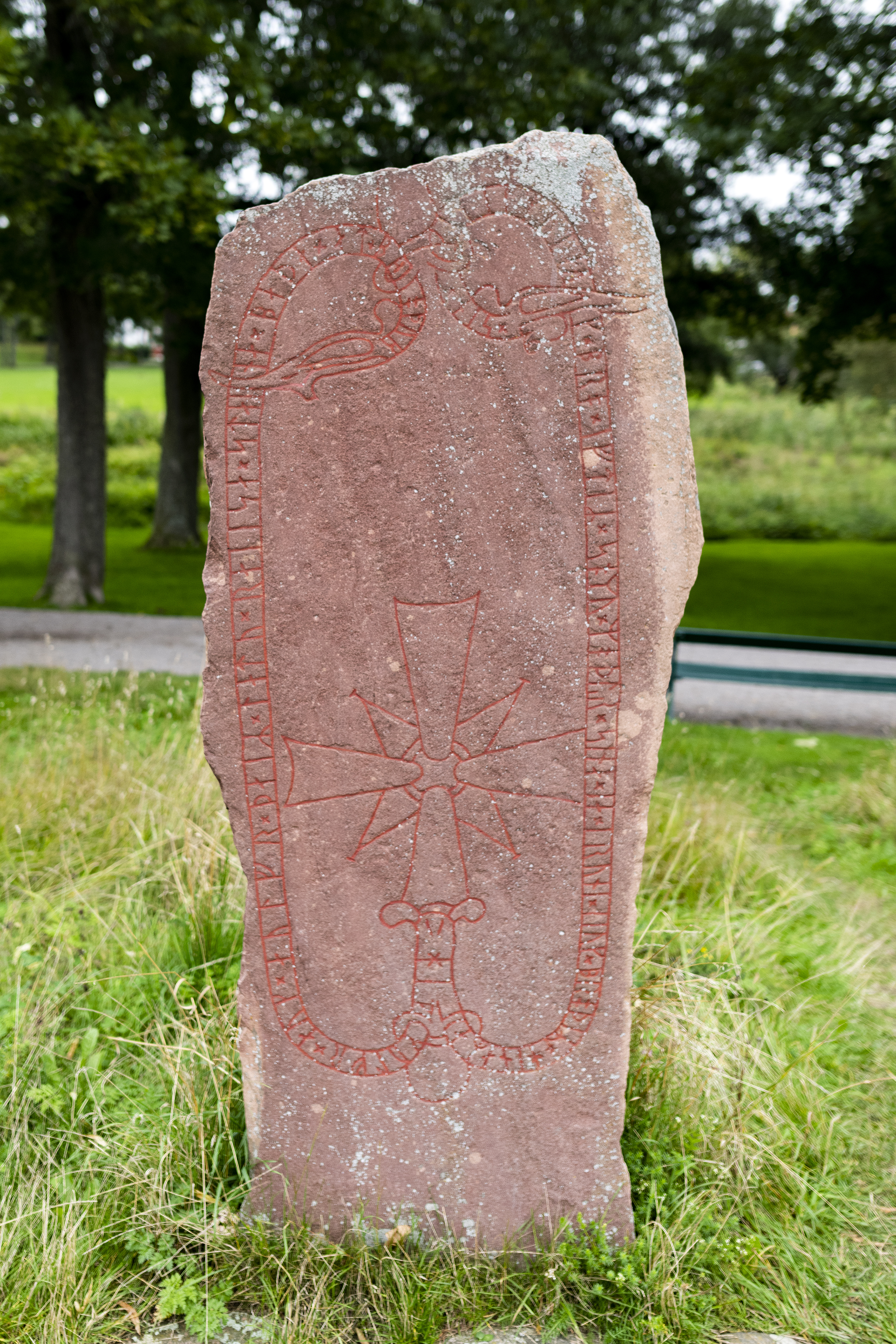
Sö 178